# Dobrovolný svazek obcí Holicka
Dobrovolný svazek obcí Holicka je dobrovolný svazek obcí v okresu Pardubice a okresu Ústí nad Orlicí, jeho sídlem jsou Holice a jeho cílem je řešení úkolů z˙oblasti školství, sociální péče, zdravotnictví, kultury, požární ochrany, veřejného pořádku, ochrany životního prostředí, cestovního ruchu a péče o zvířata, zabezpečení čistoty obce, správy veřejné zeleně a veřejného osvětlení, shromažďování a odvoz komunálních odpadů a jejich nezávadného zpracovávání, využití nebo zneškodnění, zásobování vodou, odvádění a čištění odpadních vod, zavádění, rozšiřování inženýrských sítí, systémů veřejné osobní dopravy k˙zajištění dopravní obslužnosti daného území a další. Sdružuje celkem 17 obcí a byl založen v roce 2002.

## Obce sdružené v mikroregionu
- Býšť
- Dobříkov
- Dolní Roveň
- Dolní Ředice
- Holice
- Horní Jelení
- Horní Ředice
- Chvojenec
- Jaroslav
- Ostřetín
- Poběžovice u Holic
- Radhošť
- Trusnov
- Týnišťko
- Uhersko
- Veliny
- Vysoké Chvojno